# Carystoterpa subtacta
Carystoterpa subtacta är en insektsart som först beskrevs av Walker 1858.  Carystoterpa subtacta ingår i släktet Carystoterpa och familjen spottstritar. Inga underarter finns listade i Catalogue of Life.